# بخش پالکینسکی
بخش پالکینسکی (به لاتین: Palkinsky District) یک منطقهٔ مسکونی در روسیه است که در استان پسکوف واقع شده‌است.